# Sfera Ebbasta
Gionata Boschetti (Cinisello Balsamo, 7 de diciembre de 1992), conocido por su nombre artístico Sfera Ebbasta, es un rapero y cantante italiano.

## Biografía
Ebbasta logró reconocimiento tras el lanzamiento del disco XDVR (2015), grabado con la colaboración del productor discográfico Charlie Charles y DEACC. Sus siguientes producciones discográficas, como Sfera Ebbasta (2016), Rockstar (2018) y su reedición Popstar Edition (2018), y Famoso (2020), también lograron popularidad en su país.
Ebbasta fue uno de los artistas con mayores ventas en Italia en la década de 2010.

## Discografía

### Álbumes de estudio
| Título                     | Detalles | Posición en las listas | Posición en las listas | Posición en las listas | Posición en las listas | Posición en las listas | Certificaciones    |
| Título                     | Detalles | ITA                    | BEL                    | FRA                    | ESP                    | SUI                    | Certificaciones    |
| -------------------------- | --- | ---------------------- | ---------------------- | ---------------------- | ---------------------- | ---------------------- | ------------------ |
| XDVR (con Charlie Charles) | - Lanzamiento: 11 de junio de 2015 - Discográfica: BHMG, Roccia Music - Formatos: CD, descarga                 | 38                     | —                      | —                      | —                      | —                      | - FIMI: Platino    |
| Sfera Ebbasta              | - Lanzamiento: 9 de septiembre de 2016 - Discográfica: Def Jam, Universal Music Italy - Formatos: CD, descarga | 1                      | 31                     | 165                    | —                      | 35                     | - FIMI: 3× Platino |
| Rockstar                   | - Lanzamiento: 19 de enero de 2018 - Discográfica: Def Jam, Universal Music Italy - Formatos: CD, LP, descarga | 1                      | 38                     | 133                    | —                      | 2                      | - FIMI: 6× Platino |
| Famoso                     | - Lanzamiento: 20 de noviembre de 2020 - Discográfica: Island Records - Formatos: CD, LP, descarga             | 1                      | 49                     | 150                    | 64                     | 10                     | - FIMI: 4× Platino |